# Avilio di Alessandria
Avilio, o Abilio (Mielo dalla cronostassi della chiesa copta) (Alessandria d'Egitto, ... – Alessandria d'Egitto, 98), è stato il terzo vescovo di Alessandria d'Egitto.

## Biografia
Nella Storia Ecclesiastica di Eusebio di Cesarea, viene narrato che, dopo la morte di Aniano, tutti i vescovi subordinati e i sacerdoti soggetti al vescovato di Alessandria si radunarono al fine di vagliare il nome del nuovo vescovo. Dopo aver esaminato un gran numero di candidati, la scelta cadde su Avilio, a causa della propria castità e della competenza da lui mostrata in tema religioso. 
Occupò l'ufficio di vescovo di Alessandria dall'anno 84, durante il regno dell'Imperatore Tito Flavio Domiziano, fino alla sua morte: questo ruolo precedette quello di Papa della Chiesa copta e Patriarca della Chiesa Ortodossa di Alessandria prima dello scisma avvenuto nel 451. Detenne tale carica per 19 anni e 8 mesi.
Alla morte fu seppellito vicino a san Marco evangelista, nella Chiesa di Bucalis di Alessandria.

## Culto
Viene venerato come santo dalla Chiesa cattolica (che comunque non lo riporta più nel Martirologio Romano), da quella ortodossa e da quella copta. Le prime lo ricordano il 22 febbraio, l'ultima il 29 agosto e il 29 marzo